# Mugobe
Mugobe är ett vattendrag i Burundi.   Det ligger i provinsen Muyinga, i den norra delen av landet, 120 kilometer nordost om huvudstaden Bujumbura.
Omgivningarna runt Mugobe är en mosaik av jordbruksmark och naturlig växtlighet. Runt Mugobe är det tätbefolkat, med 383 invånare per kvadratkilometer.